# Actia rejecta
Actia rejecta är en tvåvingeart som beskrevs av Mario Bezzi och Lamb 1926. Actia rejecta ingår i släktet Actia och familjen parasitflugor. Inga underarter finns listade i Catalogue of Life.